# Omos
 (juillet 2021).
Tololupe « Jordan » Omogbehin (né le 16 mai 1994 à Lagos) est un catcheur américano-nigérian et un ancien joueur universitaire de basketball. Il est sous contrat avec la World Wrestling Entertainment où il lutte sous le nom d'Omos, il fait actuellement des apparitions à la Pro Wrestling NOAH où il est champion par équipe GHC avec Jack Morris. C'est le catcheur le plus grand du roster de la WWE.
Il a joué au basketball pour l'université du Sud de la Floride et pour l'université d'État Morgan. Sa carrière dans le basketball universitaire se situe de 2012 à 2015. En octobre 2018, il signe un contrat avec la WWE.

## Biographie
Il est né à Lagos au Nigeria. Après que sa famille soit venue s'installer aux États-Unis, il étudia et fut diplômé de l'Atlantic Shores Christian School à Chesapeake en Virginie. Il commença le basketball au lycée et continua après avoir choisi d'étudier à l'University of South Florida (USF).

## Carrière de catcheur

### World Wrestling Entertainment (2018-...)

#### Débuts (2018-2020)
Le 17 octobre 2018, la WWE annonce avoir signé un contrat de développement avec lui, ainsi que six autres talents. Le 18 juillet 2019, il effectua ses débuts lors d'un show non-télévisé en battant l'équipe 3.0 dans un 2-on-1 Handicap Match. Le 10 mai à Money in the Bank, il fait une courte apparition en tant que Big Ninja d'Akira Tozawa.

#### Alliance avec AJ Styles et Champion par équipe deRaw(2020-2021)
À la suite de la déprogrammation de Raw Underground, il devient le garde du corps d'AJ Styles à partir d'octobre 2020. Le 22 novembre aux Survivor Series, son nom de ring est changé pour celui d'Omos. Le 20 décembre à TLC, il interfère dans le Triple Threat TLC Match pour le titre de la WWE opposant AJ Styles, le Miz et Drew McIntyre, empêchant le second de remporter le titre en le faisant passer à travers une table, avant de faire fuir son comparse John Morrison qui venait de lui exploser une chaise sur le dos.
Le 31 janvier 2021 au Royal Rumble, il interfère à plusieurs reprises en faveur d'AJ Styles au cours du Royal Rumble Match masculin, le sauvant à plusieurs reprises de l'élimination, éliminant également Big E et Rey Mysterio, bien qu'il ne soit pas un des participants. Le 21 février à Elimination Chamber, il arrache la protection de la cellule d'AJ Styles pour lui permettre d'entrer dans le match en avance, avant de se faire bannir des abords du ring par l'officiel de la WWE, Adam Pearce.
Le 10 avril à WrestleMania 37, AJ Styles et lui deviennent les nouveaux champions par équipe de Raw en battant le New Day (Kofi Kingston et Xavier Woods). Il remporte ainsi son premier titre pour son premier match à la WWE.
Le 18 juillet à Money in the Bank, ils conservent leurs titres en battant les Viking Raiders. Le 21 août à SummerSlam, ils perdent face à RK-Bro (Randy Orton et Riddle), ne conservant pas leurs titres. Le 26 septembre à Extreme Rules, Bobby Lashley et eux perdent face au New Day dans un 6-Man Tag Team Match.
Le 21 octobre à Crown Jewel, ils ne remportent pas les titres par équipe de Raw, battus par RK-Bro. Le 21 novembre aux Survivor Series, il remporte la Dual Brand Battle Royal en éliminant Ricochet en dernière position.

#### Débuts en solo, alliance avec MVP et diverses rivalités (2021-...)
Le 20 décembre à Raw, AJ Styles et lui perdent face à Los Mysterios. Après le combat, il met fin à son alliance avec The Phenomenal en se retournant contre lui,.
Le 29 janvier 2022 au Royal Rumble, il entre dans le Royal Rumble masculin en 11e position, élimine les Street Profits et Damian Priest, avant d'être lui-même éliminé par son ancien partenaire, AJ Styles (aidé par Austin Theory, Chad Gable, Dominik Mysterio, Ricochet et Ridge Holland).
Le 3 avril à Wrestlemania 38, il perd face à Bobby Lashley. Le lendemain à Raw, il s'allie avec MVP, qui attaque The All Mighty avec sa canne, provoquant la dissolution du Hurt Business. Le 8 mai à WrestleMania Backlash, il prend sa revanche en battant son même adversaire. Le 5 juin à Hell in a Cell, MVP et lui perdent face à Bobby Lashley dans un 2-on-1 Handicap Match.
Le 2 juillet à Money in the Bank, il ne remporte pas la mallette, gagnée par Theory.
Le 5 novembre à Crown Jewel, il perd face à Braun Strowman.
Le 28 janvier 2023 au Royal Rumble, il entre dans le Royal Rumble match masculin en 26e position, mais se fait éliminer par The Monster of All Monsters.
Le 2 avril à WrestleMania 39, il perd face à Brock Lesnar. Le 6 mai à Backlash, il perd face à Seth "Freakin" Rollins.
Le 5 août à SummerSlam, il ne remporte pas la Slim Jim SummerSlam 25-Man Battle Royal, gagnée par LA Knight.
Le 27 janvier 2024 au Royal Rumble, il entre dans le Royal Rumble match masculin en 21e position, il élimine Bronson Reed, mais se fait ensuite éliminer par Bron Breakker.

### Pro Wrestling Noah (2024-...)
Le 27 décembre 2024, lors d'une conférence de presse, Omos est introduit par Yoshitatsu et Daga comme nouveau membre de leur clan Team 2000X. Il vient faire équipe avec Jack Morris pour concourir au championnat par équipe GHC détenu par Naomichi Marufuji et Takashi Sugiura lors du show du nouvel an de la compagnie. Le 1er janvier 2025, Omos et Morris remportent le combat et deviennent les champions par équipe GHC, c'est le premier championnat remporté par Omos en dehors de la WWE.

## Palmarès
- Pro Wrestling NOAH
  - 1 fois champion par équipe GHC - avec Jack Morris
- World Wrestling Entertainment
  - 1 fois champion par équipe de Raw - avec AJ Styles

## Récompenses des magazines
- Pro Wrestling Illustrated

| Année | 2022 | 2023 | 2024 |
| ----- | ---- | ---- | ---- |
| Rang  | 120  | 174  | 233  |